# Febbre (film 1943)
Febbre è un film del 1943 diretto da Primo Zeglio.

## Trama
Saverio e Paolo hanno creato una società commerciale, ad un certo punto Saverio decide di partire per l'Africa per creare nuove opportunità di lavoro ma una malattia gli impedisce di rientrare nei tempi previsti.
Dopo la guarigione finalmente rientra ma ha l'amara sorpresa di scoprire che Paolo ha approfittato della sua assenza per toglierli la ditta e la fidanzata.
Saverio medita una feroce vendetta ma una ragazza lo fa desistere dal suo intento omicida, sarà la stessa ragazza, sedotta e abbandonata da Paolo ad ucciderlo ma tutti gli indizi sono contro Saverio che si vede subito condotto in galera e salvato solo dalla confessione in extremis della giovane.

## Produzione
Girato a Madrid come coproduzione Italo-Ispanica, in doppia versione dirette da Zeglio, quella italiana uscì nelle sale nel 1943.